# Ornö

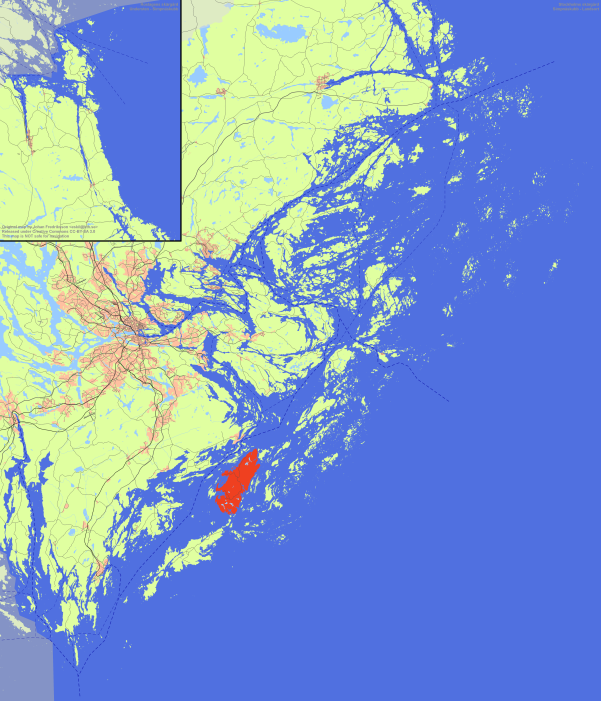
Położenie wyspy Ornö w Archipelagu Sztokholmskim

Ornö – wyspa w Szwecji, zajmująca powierzchnię ok. 49 km² i licząca ok. 260 stałych mieszkańców. Położona jest w Archipelagu Sztokholmskim przy wschodnim wybrzeżu kraju, na terenie gminy Haninge.

## Warunki naturalne
Głównym budulcem wyspy jest dioryt; jego odmiana charakterystyczna dla tego obszaru otrzymała nazwę ornöit. 
Gleby są bogate w wapień, umożliwiając rozwój ok. 700 gatunków roślin, w tym 22 gatunków storczyków.
Na Ornö występują łąki, torfowiska oraz lasy liściaste i iglaste. Południowa część wyspy, pokryta głównie lasem iglastym, należy do utworzonego w 1965 rezerwatu przyrody Sundby. Fauna odznacza się bogactwem gatunków ptaków, takich jak grążyce, nurzyki i siewkowce.